# 井上東治郎
井上 東治郎（いのうえ とうじろう、1906年（明治39年）1月13日 - 1980年（昭和55年）9月29日）は、日本の農業指導者、政治家。衆議院議員。旧姓・升。

## 経歴
宮城県柴田郡村田町で升健蔵の長男として生まれ、井上ちせの養子となった。1924年（大正13年）市立仙台商業学校（現仙台市立仙台商業高等学校）を卒業した。新聞販売業を営んだ。
村田町農会長、全国治水砂防協会評議員、同県支部長、宮城県森林組合連合会長、同県蒟蒻栽培生産組合連合会副会長、全国蒟蒻原料配給統制協議会常任理事、宮城県蒟蒻原料統制 (有) 取締役社長、商工組合中央会理事、宮城県蚕糸連盟評議員などを務め、農民の福祉の向上に尽力した。
政界では、1937年（昭和12年）から1946年（昭和21年）まで宮城県会議員に在任した。1946年（昭和21年）4月、第22回衆議院議員総選挙に宮城県選挙区から宮城地方党所属で出馬して当選し、衆議院議員を1期務めた。1952年（昭和27年）10月、第25回総選挙で宮城県第1区から改進党所属で出馬したが落選した。
1980年9月、心不全のため宮城県の自宅で死去した。